# Carabine Arizaka Type 44
 (janvier 2024).

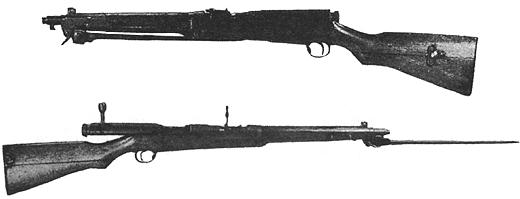
La carabine de cavalerie Arizaka possède une baïonnette repliable

La carabine Arisaka Type 44 est dérivé du fusil Arisaka Type 38. Elle fut adoptée en 1911 par la cavalerie japonaise.

## Présentation
Construite en bois et en acier usiné (1912-1945), cette carabine à verrou comporte une baïonnette (lame triangulaire de 37 cm) fixée à demeure et repliable latéralement. Son canon comporte 6 rayures droitières. La hausse est graduée de 200  à   1 500 m.

## Données numériques
- Munition : 6,5 mm Type 38
- Magasin : 5 cartouches
- Longueur (baïonnette repliée) : 96,6 cm
- Canon : 48,7 cm
- Masse : 3,3 kg

## Histoire
Environ 92 000 carabines ont été produites de 1911 jusqu'en 1942 par l'arsenal de Koishikawa à Tokyo mais par celui de Moukden . Comme arme des cavaliers , elle servit lors de l'	Intervention  en  Sibérie (1918-1922), de l'Invasion de la Mandchourie (1932), de la  Seconde Guerre sino-japonaise (1937-1945) et enfin de la Guerre du Pacifique (1941-1945).